# Australian Open-mesterskabet i mixed double 2021
Australian Open-mesterskabet i mixed double 2021 var den 78. turnering om Australian Open-mesterskabet i mixed double. Turneringen var en del af Australian Open 2021 og blev spillet i Melbourne Park i Melbourne, Australien. Turneringen blev spillet i perioden 12. - 20. februar 2021 med deltagelse af 32 par.
Mesterskabet blev vundet af sjetteseedede Barbora Krejčíková og Rajeev Ram, som i finalen besejrede det australske wildcard-par Samantha Stosur og Matthew Ebden med 6-1, 6-4 i løbet af 59 minutter. Det tjekkisk-amerikanske par måtte tidligere i turneringen afværge en matchbold ved stillingen 10-11 i match tiebreak i deres opgør i anden runde mod Ena Shibahara og Ben McLachlan, som de til sidst vandt med 6-4, 3-6, [13-11], men derefter tabte de ikke et sæt på deres vej mod titlen. Krejčíková og Ram vandt dermed Australian Open-mesterskabet i mixed double for anden gang som makkere, efter at de havde vundet titlen for første gang i 2019. Krejčíková havde endvidere vundet titlen i 2020 sammen med Nikola Mektić, og hun blev dermed den sjette spiller i mesterskabets historie, der vandt mixed double-titlen tre år i træk, og den første siden Jim Pugh vandt tre titler i træk i 1988, 1989 og 1990. Stosur og Ebden var begge i mixed double-finalen ved Australian Open for anden gang, idet de begge tidligere havde vundet titlen – dog med to forskellige makkere.
Barbora Krejčíková vandt den femte grand slam-titel i sin karriere, eftersom hun også tidligere havde vundet French Open- og US Open-titlen i damedouble i 2018 sammen med Kateřina Siniaková. For Rajeev Ram var triumfen hans tredje grand slam-titel. Han havde tidligere sejret ved Australian Open-mesterskabet i herredouble 2020 med Joe Salisbury som makker.

## Pengepræmier
Den samlede præmiesum til spillerne i mixed double andrager A$ 617.000 (ekskl. per diem), hvilket var et fald på 9,5 % i forhold til året før.
| Resultat               | Pengepræmier | Pengepræmier | Ændring ift. 2020 |
| Resultat               | Pr. par      | Total        | Ændring ift. 2020 |
| ---------------------- | ------------ | ------------ | ----------------- |
| Vindere (1)            | A$ 150.000   | A$ 150.000   | −21,1 %           |
| Finalister (1)         | A$ 85.000    | A$ 85.000    | −15,0 %           |
| Semifinalister (2)     | A$ 45.000    | A$ 90.000    | −10,0 %           |
| Kvartfinalister (4)    | A$ 24.000    | A$ 96.000    | 0 %               |
| Tabere i 2. runde (8)  | A$ 12.000    | A$ 96.000    | 0 %               |
| Tabere i 1. runde (16) | A$ 6.250     | A$ 100.000   | 0 %               |
| Samlet præmiesum       | -            | A$ 617.000   | −9,5 %            |

## Turnering

### Deltagere
Turneringen havde deltagelse af 32 par, der var fordelt på:
- 24 direkte kvalificerede par i form af deres ranglisteplacering.
- 8 par, der havde modtaget et wildcard.

#### Seedede spillere
De 8 bedste par blev seedet:
| Seedning | Rangering | Rangering | Par                                 | Resultat      |
| Seedning | Sum       | Ind.      | Par                                 | Resultat      |
| -------- | --------- | --------- | ----------------------------------- | ------------- |
| 1        | 8         | 2 6       | Barbora Strýcová Nikola Mektić      | Første runde  |
| 2        | 12        | 11 1      | Nicole Melichar Robert Farah        | Anden runde   |
| 3        | 13        | 10 3      | Gabriela Dabrowski Mate Pavić       | Kvartfinalist |
| 4        | 18        | 16 2      | Chan Hao-Ching Juan Sebastián Cabal | Første runde  |
| 5        | 19        | 12 7      | Demi Schuurs Wesley Koolhof         | Første runde  |
| 6        | 22        | 7 15      | Barbora Krejčíková Rajeev Ram       | Mester        |
| 7        | 32        | 16        | Latisha Chan Ivan Dodig             | Første runde  |
| 8        | 36        | 31 5      | Luisa Stefani Bruno Soares          | Anden runde   |

#### Wildcards
Otte par modtog et wildcard til turneringen.
| Par                             | Resultat      |
| ------------------------------- | ------------- |
| Asia Muhammad Luke Saville      | Første runde  |
| Ellen Perez Andrew Harris       | Anden runde   |
| Ivana Popovic Aleksandar Vukic  | Første runde  |
| Arina Rodionova Max Purcell     | Kvartfinalist |
| Storm Sanders Marc Polmans      | Semifinalist  |
| Astra Sharma John-Patrick Smith | Første runde  |
| Samantha Stosur Matthew Ebden   | Finalist      |
| Belinda Woolcock John Peers     | Første runde  |

### Resultater
| Barbora Strýcová |
| Nikola Mektić    |

| Hayley Carter |
| Sander Gillé  |

| Hayley Carter |
| Sander Gillé  |

| Iga Świątek  |
| Łukasz Kubot |

| Iga Świątek  |
| Łukasz Kubot |

| Astra Sharma       |
| John-Patrick Smith |

| Hayley Carter |
| Sander Gillé  |

| Samantha Stosur |
| Matthew Ebden   |

| Samantha Stosur |
| Matthew Ebden   |

| Jelena Rybakina  |
| Aleksandr Bublik |

| Samantha Stosur |
| Matthew Ebden   |

| Jeļena Ostapenko |
| Matwé Middelkoop |

| Luisa Stefani |
| Bruno Soares  |

| Luisa Stefani |
| Bruno Soares  |

| Samantha Stosur |
| Matthew Ebden   |

| Chan Hao-Ching       |
| Juan Sebastián Cabal |

| Desirae Krawczyk |
| Joe Salisbury    |

| Desirae Krawczyk |
| Joe Salisbury    |

| Desirae Krawczyk |
| Joe Salisbury    |

| Xu Yifan        |
| Máximo González |

| Vera Zvonarjova |
| Marcelo Melo    |

| Vera Zvonarjova |
| Marcelo Melo    |

| Desirae Krawczyk |
| Joe Salisbury    |

| Belinda Woolcock |
| John Peers       |

| Andreja Klepač |
| Neal Skupski   |

| Andreja Klepač |
| Neal Skupski   |

| Andreja Klepač |
| Neal Skupski   |

| Lucie Hradecká |
| Filip Polášek  |

| Lucie Hradecká |
| Filip Polášek  |

| Latisha Chan |
| Ivan Dodig   |

| Samantha Stosur |
| Matthew Ebden   |

| Barbora Krejčíková |
| Rajeev Ram         |

| Barbora Krejčíková |
| Rajeev Ram         |

| Jaroslava Sjvedova |
| Henri Kontinen     |

| Barbora Krejčíková |
| Rajeev Ram         |

| Laura Siegemund |
| Kevin Krawietz  |

| Ena Shibahara |
| Ben McLachlan |

| Ena Shibahara |
| Ben McLachlan |

| Barbora Krejčíková |
| Rajeev Ram         |

| Bethanie Mattek-Sands |
| Jamie Murray          |

| Gabriela Dabrowski |
| Mate Pavić         |

| Duan Yingying |
| Rohan Bopanna |

| Bethanie Mattek-Sands |
| Jamie Murray          |

| Ivana Popovic    |
| Aleksandar Vukic |

| Gabriela Dabrowski |
| Mate Pavić         |

| Gabriela Dabrowski |
| Mate Pavić         |

| Barbora Krejčíková |
| Rajeev Ram         |

| Demi Schuurs   |
| Wesley Koolhof |

| Storm Sanders |
| Marc Polmans  |

| Storm Sanders |
| Marc Polmans  |

| Storm Sanders |
| Marc Polmans  |

| Ellen Perez   |
| Andrew Harris |

| Ellen Perez   |
| Andrew Harris |

| Asia Muhammad |
| Luke Saville  |

| Storm Sanders |
| Marc Polmans  |

| Arina Rodionova |
| Max Purcell     |

| Arina Rodionova |
| Max Purcell     |

| Alexa Guarachi |
| Michael Venus  |

| Arina Rodionova |
| Max Purcell     |

| Caroline Dolehide |
| Fabrice Martin    |

| Nicole Melichar |
| Robert Farah    |

| Nicole Melichar |
| Robert Farah    |